# Stauwehr Ladenburg

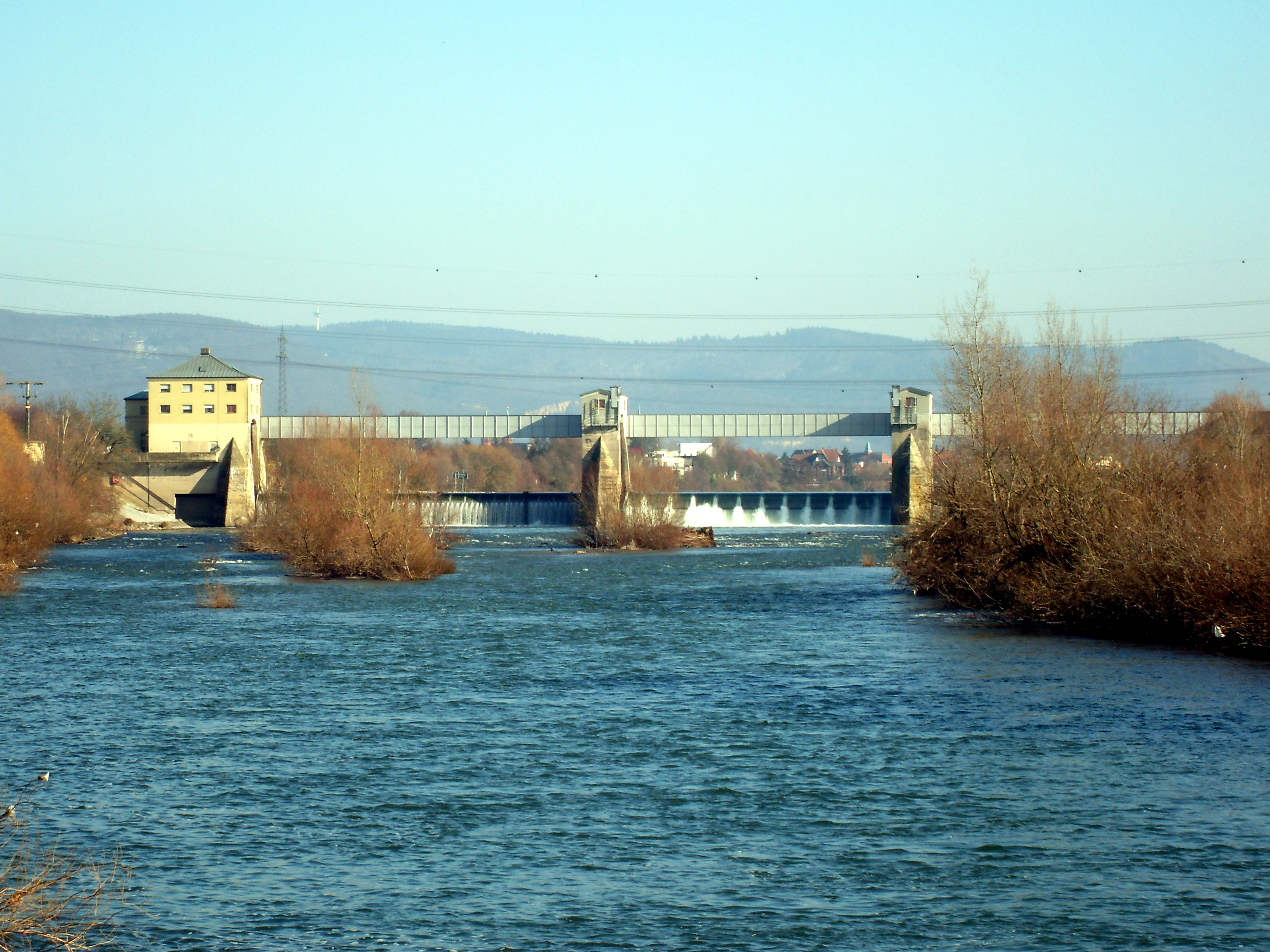

Das Stauwehr Ladenburg am Neckar ist Bestandteil der Staustufe Feudenheim.

## Lage
Es ist die erste Anlage von der Mündung des Neckar in den Rhein. Die dazugehörigen Schleusen und das Kraftwerk befinden sich in Mannheim-Feudenheim.